# Zubova Poljana-i járás
A Zubova Poljana-i járás (oroszul Зубово-Полянский район, erza nyelven Пейкужо буе, moksa nyelven Зубунь аймак) Oroszország egyik járása Mordvinföldön. Székhelye Zubova Poljana.

## Népesség
- 1989-ben 69 353 lakosa volt.
- 2002-ben 65 735 lakosa volt, melynek 50%-a moksa, 44,6%-a orosz.
- 2010-ben 59 256 lakosa volt, melyből 30 898 mordvin, 25 176 orosz, 673 tatár.